# Carin Jämtin
Carin Jämtin, född 3 augusti 1964 i Högalids församling i Stockholm, är en svensk politiker (socialdemokrat) och ämbetsman. Hon är sedan 1 september 2023 landshövding i Västernorrlands län efter att innan dess varit generaldirektör för myndigheten Sida sedan maj 2017. Hon var biståndsminister 2003–2006, oppositionsborgarråd i Stockholms stad 2006–2011 och Socialdemokraternas partisekreterare 2011–2016 samt ordinarie riksdagsledamot 2006 och 2014–2017, invald för Stockholms kommuns valkrets.

## Utbildning
Jämtin har studerat vid Stockholms universitet men avslutade utan examen.

## Politik och arbetsliv

### SSU
Jämtin var förbundskassör i Socialdemokraternas ungdomsförbund SSU 1990–1994 och förbundssekreterare 1994–1995.

### Biståndschef vid Olof Palmes Internationella Centrum 1999–2003
Åren 1999–2003 var hon biståndschef vid Olof Palmes Internationella Centrum.

### Minister 2003–2006
Carin Jämtin var biståndsminister i regeringen Persson 2003–2006 och riksdagsledamot oktober–december 2006. Hon var även tillförordnad utrikesminister under våren 2006.

### Oppositionsborgarråd i Stockholm 2006–2011
Jämtin var mellan 16 oktober 2006 och mars 2011 oppositionsborgarråd i Stockholms stad. Hon var 2:a vice ordförande i kommunstyrelsen. Hon var dessutom gruppledare för den socialdemokratiska gruppen i kommunfullmäktige; hon satt sedan valet 2010 i fullmäktige som ledamot. Jämtin satt även med i styrelsen för Sveriges Kommuner och Landsting som ledamot.

### Partisekreterare 2011–2016
Den 26 mars 2011 valdes Jämtin till Socialdemokraternas partisekreterare, som efterträdare till Ibrahim Baylan, vid den extrakongress där Håkan Juholt samtidigt valdes till partiledare. Hon återvaldes som partisekreterare vid den ordinarie partikongressen, den 5 april 2013. Baylan och Jämtin är båda medlemmar i Socialdemokrater för tro och solidaritet.
I augusti 2016 avgick hon på eget initiativ som partisekreterare.

### Generaldirektör för Sida 2017–2023
Posten som generaldirektör för biståndsmyndigheten Sida hade länge varit vakant och regeringen Löfven I hade tackat nej till 28 kandidater innan Jämtin utnämndes i maj 2017. Att Jämtin tillsattes som generaldirektör utan att ha sökt tjänsten fick kritik.
I februari 2023 meddelade regeringen Kristersson att Carin Jämtins förordnande som Sidas generaldirektör inte skulle förlängas. Hon satt dock kvar på posten fram till 31 augusti samma år.

### Landshövding 2023–
1 september 2023 utnämndes Jämtin av regeringen till ny landshövding i Västernorrlands län. Hennes förordnande sträcker sig till 31 augusti 2029.

## Familj
Mellan 2002 och 2015 var hon gift med Anders Jämtin. Tillsammans har de två barn.

## Bildgalleri

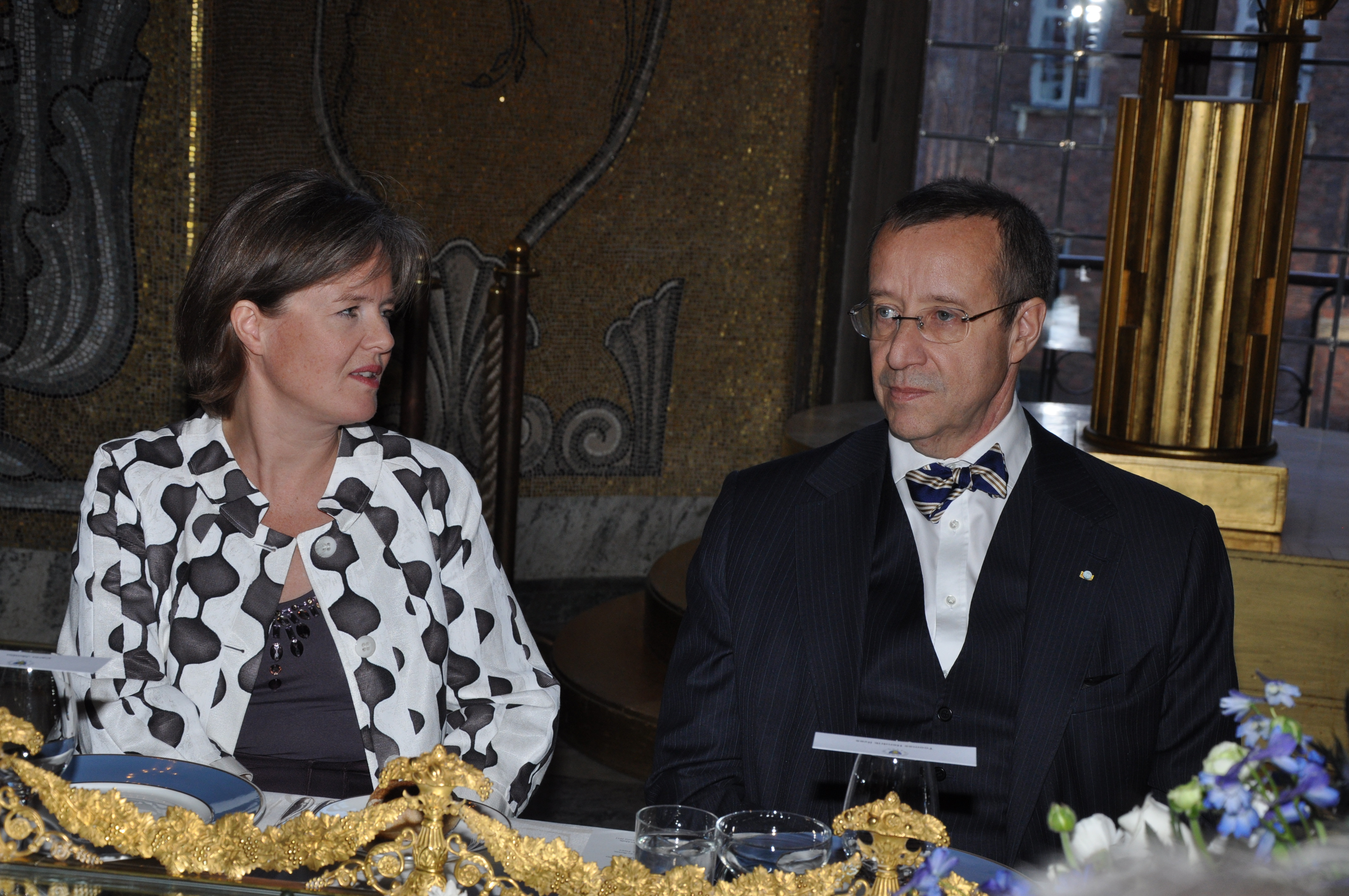
Tillsammans med Estlands president Toomas Hendrik Ilves 2011.
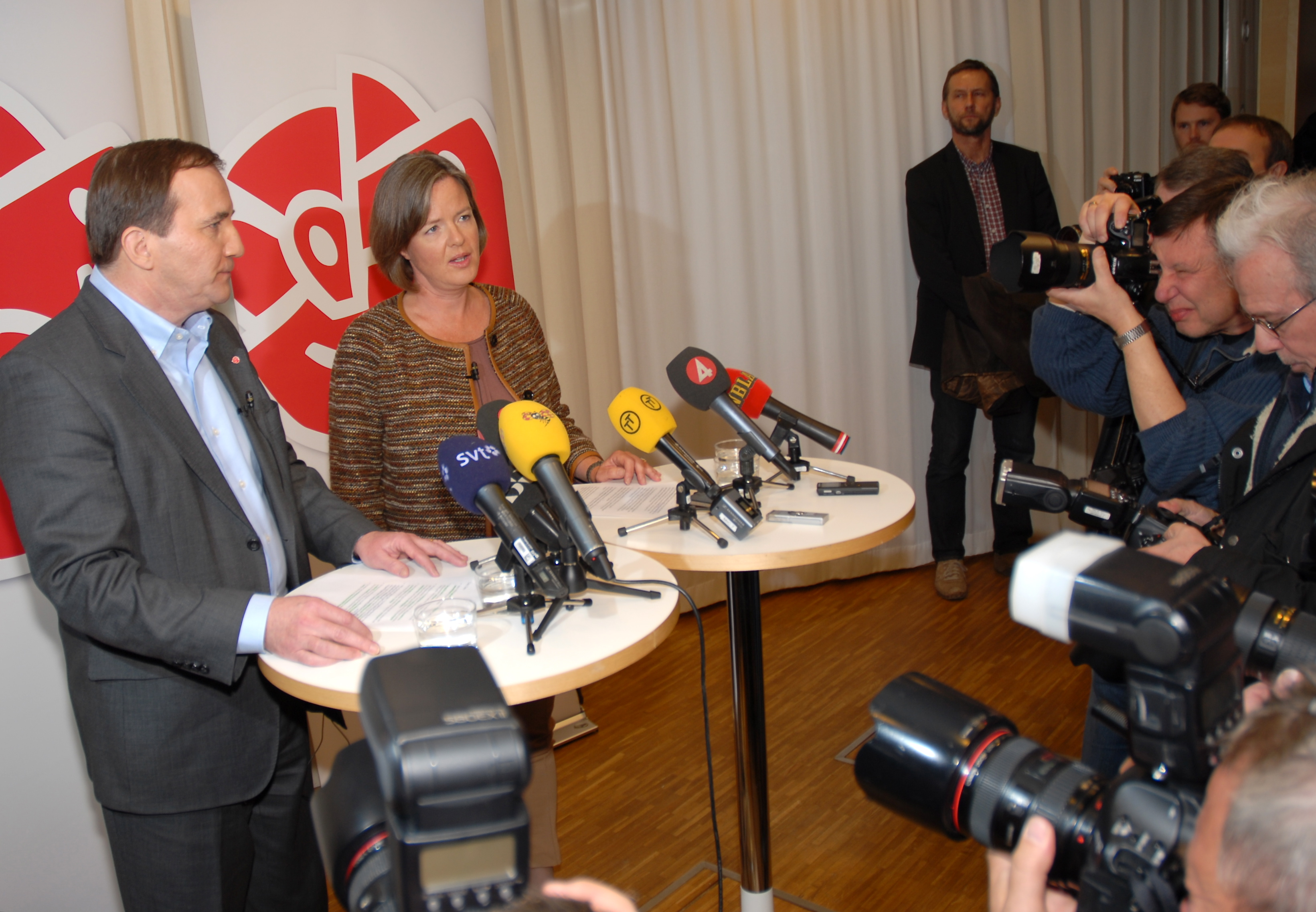
Carin Jämtin informerar om VU:s beslut att förorda Stefan Löfven till ny partiordförande för socialdemokraterna den 26 januari 2012.
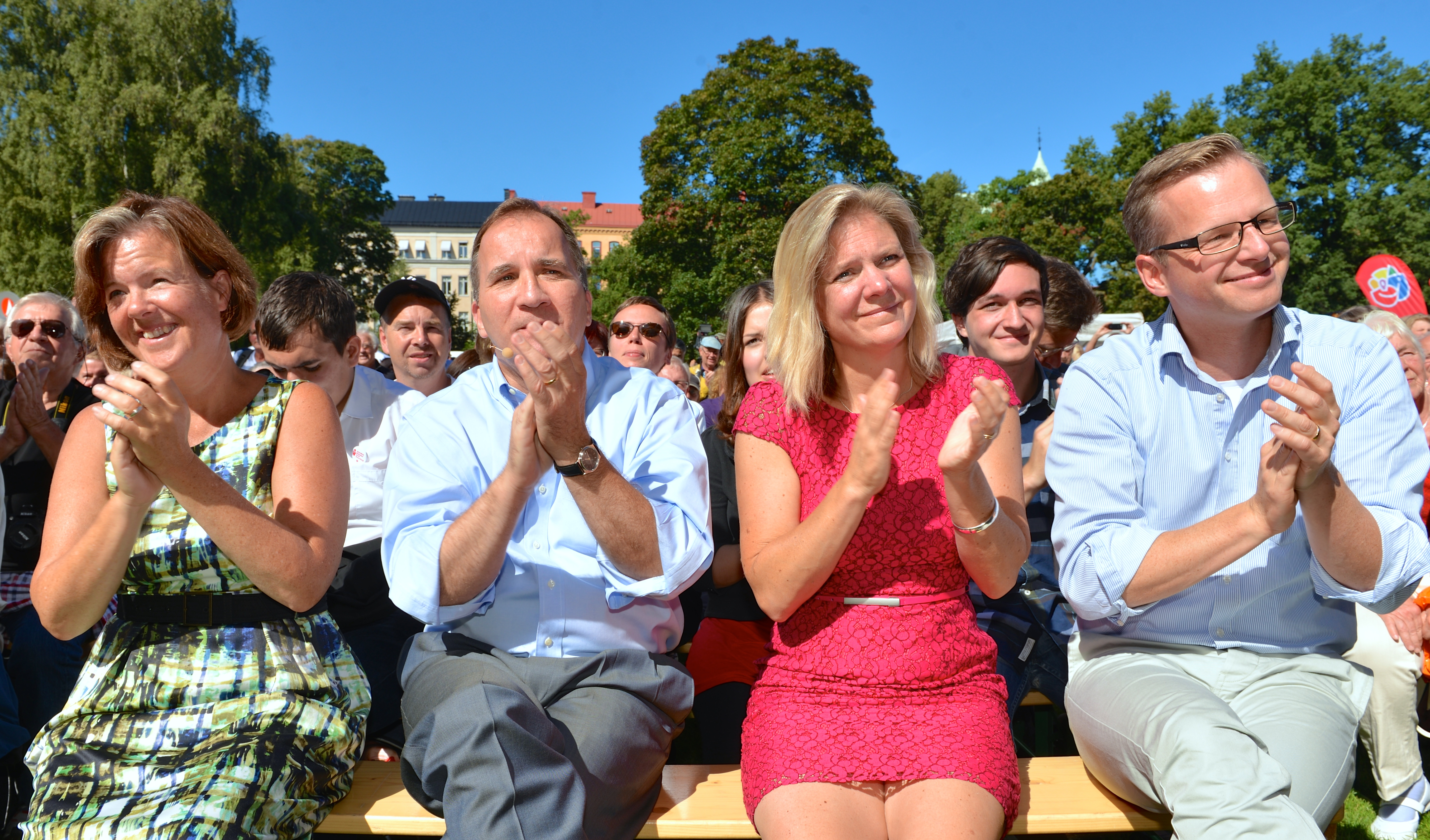
I Vasaparken i Stockholm 2013 med ledamöter i partistyrelsen: Från vänster: Carin Jämtin, Stefan Löfven, Magdalena Andersson och Mikael Damberg.
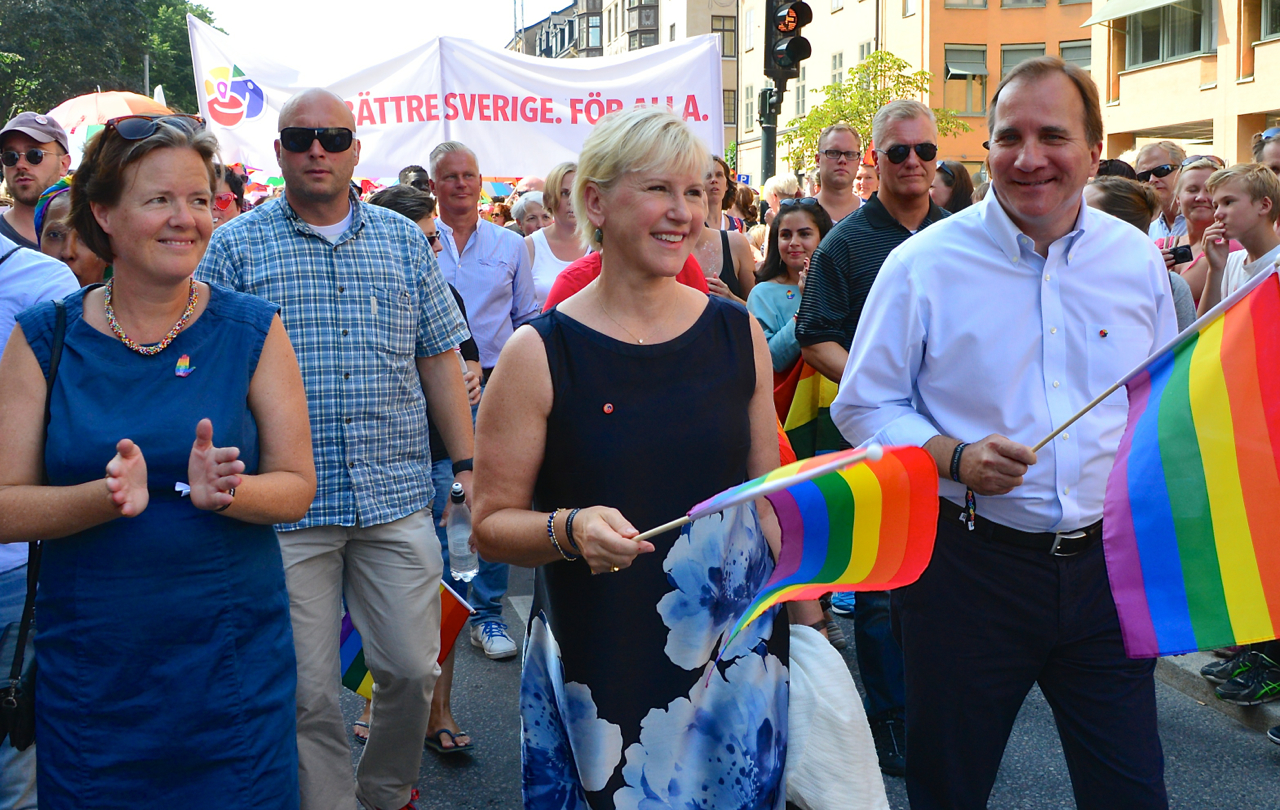
I Pride-paraden 2014. Från vänster Carin Jämtin, Margot Wallström, Stefan Löfven.